# Пилони (Гросето)
Пилони (итал. Piloni) је насеље у Италији у округу Гросето, региону Тоскана.
Према процени из 2011. у насељу је живело 152 становника. Насеље се налази на надморској висини од 466 м.